# میناتو کانائه
میناتو کانائه (انگلیسی: Kanae Minato؛ ژاپنی: 湊かなえ؛ زاده ۱۹۷۳ در استان هیروشیما) یک نویسنده اهل ژاپن است.
او در دوران جوانی از طریق آثار آگاتا کریستی ، ادوگاوا رانپو و موریس لوبلان با دنیای ادبیات ارتباط برقرار کرده و استعداد خود را در ژانر رمان‌های معمایی پرورش داد.
او در سال ۲۰۰۸ اولین رمان بلند خود را به نام "اعترافات" منتشر نمود که با استقبال چشمگیری روبرو شد و او را در زمرهٔ بزرگترین نویسندگان معاصر ژاپن قرار داد. ناکاشیما تتسویا یکی از برجسته‌ترین سینماگران کنونی ژاپن "اعترافات" را بازسازی سینمایی کرده و به روی پرده برد. علاوه بر جوایز نفیس ادبی ژاپنی که این اثر بزرگ کسب کرد، همچنین باید به جوایز بین‌المللی نظیر جایزهٔ ادبی شرلی جکسون و همچنین جایزهٔ آلکس اشاره نمود.
از ویژگی‌های بارز ادبیات میناتو کانائه، پیش بردن داستان با چند راوی گوناگون و از دیدگاه‌های متفاوت است که هر یک بر اساس جایگاه، احساسات و شخصیت‌پردازی عمیق و روانشناسی عمیق خود، اهدافی را دنبال کرده و اجزای داستان را در کنار هم می گذارند. یکی دیگر از ویژگی‌های میناتو کانائه پرکاری و خستگی ناپذیری اوست. او پس از "اعترافات" به‌طور متوسط در هر سال دو اثر بلند را نگارش و منتشر نموده است.

## آثار

### رمان‌ها
| فارسی                 | Japanese | Japanese                                     |
| نام                   | سال      | نام                                          |
| اعترافات              | ۲۰۰۸     | 告白 Kokuhaku                                |
| دخترانه               | ۲۰۰۹     | 少女 Shôjo                                   |
| تاوان                 | ۲۰۰۹     | 贖罪 Shokuzai                                |
| برای N                | ۲۰۱۰     | Nのために N no tame ni                       |
| چرخ و فلک شبانه       | ۲۰۱۰     | 夜行観覧車 Yakô kanransha                    |
| ریسمان گل             | ۲۰۱۱     | 花の鎖 Hana no kusari                        |
| شرایط                 | ۲۰۱۱     | 境遇 Kyôgû                                   |
| پروندهٔ قتل سفیدبرفی   | ۲۰۱۲     | 白ゆき姫殺人事件 Shirayukihime satsujinjiken |
| مادرانه               | ۲۰۱۲     | 母性 Bosei                                   |
| امتحان ورودی دبیرستان | ۲۰۱۳     | 高校入試 Kôkô nyûshi                         |
| بر روی لوبیا آرمیدن   | ۲۰۱۴     | 豆の上で眠る Mame no ue de nemuru            |
| خاطرات یک زن کوهستانی | ۲۰۱۴     | 山女日記 Yama onna nikki                     |
| پایان حکایت           | ۲۰۱۴     | 物語のおわり Monogatari no owari             |